# Liste der Monuments historiques in Fontet
Die Liste der Monuments historiques in Fontet führt die Monuments historiques in der französischen Gemeinde Fontet auf.

## Liste der Bauwerke
| Bezeichnung     | Beschreibung                  | Standort | Kennzeichnung | Schutzstatus | Datum | Bild |
| --------------- | ----------------------------- | -------- | ------------- | ------------ | ----- | ---- |
| Kirche St-Front | Erbaut im 16./17. Jahrhundert | (Lage)   | PA00083546    | Inscrit      | 1925  |      |